# 30,000 Leagues Under the Sea
Pour plus de détails, voir Fiche technique et Distribution.
30,000 Leagues Under the Sea (littéralement traduit par 30 000 Lieues sous les mers) est un vidéofilm d'aventure américain réalisé en 2007 par Gabriel Bologne et distribué par The Asylum. Il s'agit d'une adaptation moderne du roman Vingt Mille Lieues sous les mers. Le film met en scène Lorenzo Lamas dans le rôle du lieutenant Aronnax et Sean Lawlor dans le rôle du Capitaine Nemo. Ce film est la première adaptation d'un roman de Jules Verne par The Asylum.

## Synopsis
Dans cette adaptation moderne du roman de Jules Verne, le Capitaine Nemo se sert d'un sous-marin high-tech pour se venger du monde de la surface.

## Fiche technique
- Titre : 30,000 Leagues Under the Sea
- Réalisation : Gabriel Bologne
- Scénario : Eric Forsberg
- Costumes : Bryan Limon
- Montage : Matthew Alson Thornbury (crédité Matthew Thornbury)
- Musique : David Raiklin
- Production : David Michael Latt, David Rimawi et Paul Bales
- Sociétés de production : The Asylum
- Budget : 500 000 $
- Pays d'origine :  États-Unis
- Langue de tournage : anglais
- Format : couleurs
- Genre : Aventure, Science-fiction
- Durée : 86 minutes
- Dates de sortie : États-Unis : 9 septembre 2007

## Distribution
- Lorenzo Lamas : Lieutenant Michael Arronnax
- Sean Lawlor : Capitaine Nemo
- Natalie Stone : Lieutenant Commander Lucille Conseil
- Kim Little : Spécialiste Donna Sustin